# Szczerbiec (czasopisma NSZ)
Szczerbiec – taki tytuł nosiło kilka pism wychodzących w różnych Okręgach NSZ:
- Oficjalny organ prasowy Okręgu I B (późniejszego VI) Warszawa-województwo NSZ. Pismo było odbijane na powielaczu i ukazywało się od 1942 r. w Sochaczewie, początkowo jako dwutygodnik – organ Obwodu Sochaczew NOW i SN. Po powstaniu NSZ we wrześniu 1942 r. stało się organem Komendy Okręgu I B. Było wydawane do 1945 r. Jego redaktorem był Jerzy Pilaciński ps. „Lech”.
- Oficjalny organ prasowy Okręgu III Lubelskiego NSZ od czerwca 1944 r. Wcześniej (prawdopodobnie od lipca 1943 r.) pismo było wydawane przez grupę członków NSZ w Puchaczowie, powiat Lublin, z podtytułem: Pismo tygodniowe, a od maja 1944 r. – Organ Narodowych Sił Zbrojnych. Był to tygodnik o charakterze ideologiczno-informacyjnym, który ukazywał się regularnie w każdą sobotę. Pismo było odbijane na powielaczu i liczyło od 6 do 12 stron w formacie A5. Początkowo jego nakład wynosił ok. 150 egzemplarzy, ale pod koniec okupacji wzrósł do 500. Każdy numer miał stały układ i zawierał: artykuł wstępny, komentarz dotyczący wydarzeń politycznych lub kwestii ideologicznych oraz przegląd informacji wojennych, zagranicznych i krajowych, pochodzących z nasłuchu radiowego. Redaktorem naczelnym był pchor. Stanisław Sławieński ps. „Tomasz Rudym”. Ostatni numer pisma z nr. 29 ukazał się 15 lipca 1944 r. Dalsze jego wydawanie uniemożliwiło wkroczenie wojsk sowieckich na polskie ziemie. Łącznie w ciągu 1943 r. wydano 27 numerów „Szczerbca”, a w 1944 r. – 29.
- Lokalne pismo NSZ ukazujące się na terenie Opoczna i powiatu opoczyńskiego. Wychodziło – odbijane na powielaczu – od I kwartału 1940 r. do III kwartału 1945 r. jako tygodnik (czasami co 2 tygodnie). Początkowo było organem miejscowej NOW, a następnie NSZ. Składało się zwykle z 2 do 6 stron formatu A4. Nakład wynosił ok. 150-200 egzemplarzy. Obejmowało artykuły polityczne, historyczne oraz wiadomości o sytuacji militarnej pochodzące z nasłuchu radiowego. Od 1942 r. pojawiał się dodatek z programem szkolenia wojskowego, wykorzystywany w procesie szkolenia w drużynach i plutonach NSZ. Organizatorem i redaktorem naczelnym pisma był Tadeusz Rakowski ps. „Smólski”. Pod koniec 1942 r. funkcję tę przejął Mieczysław Wijata ps. "Zasada".
- Oficjalny organ prasowy Okręgu VI Częstochowskiego NSZ. Zaczęło ono wychodzić od lutego 1943 r., a ostatni numer ukazał się w 1944 r. Do dzisiejszych czasów nie zachował się żaden jego numer, stąd brak jest bliższych informacji.